# Rhythmic (lista)
La lista Rhythmic (también llamada Rhythmic Songs y antes llamada Rhythmic Airplay, Rhythmic Top 40 y CHR/Rhythmic) es una lista publicada semanalmente por la revista Billboard.
La lista sigue y mide el airplay de canciones pasadas en las estaciones de radio rítmicas, cuya lista de reproducción esta impulsada por los formatos R&B/Hip-Hop, pop rítmico, y algunas pistas de baile.

## Historia
La revista Billboard lanzó la lista por primera vez el 28 de febrero de 1987 bajo el nombre Hot Crossover 30. Originalmente consistía en treinta posiciones y se basaba en informes de dieciocho estaciones, cinco de las cuales se consideraban como puramente rítmicas. La lista ofreció una mezcla de música urbana contemporánea, top 40 y éxitos bailables. En septiembre de 1989, Billboard dividió el Hot Crossover 30 en dos: Top 40 / Dance y Top 40 / Rock, el último de los cuales se centró en títulos de rock que se cruzaron. En diciembre de 1990, Billboard eliminó la lista debido a que las estaciones top 40 y R&B se estaban volviendo idénticas a la lista rítmica que se estaba reproduciendo en las estaciones de crossover en ese momento.
Billboard reintrodujó la lista en octubre de 1992 bajo el nombre Top 40/Rhythm-Crossover (junto con el Mainstream Top 40), con el primer número uno siendo "End of the Road" de Boyz II Men. El 25 de junio de 1997, fue renombrada a Top 40 Rhythmic como una manera de distinguir las estaciones que siguieron tocando una mezcla rítmica de base amplia de aquellos cuya mezcla se inclinó más hacia el R&B y hip-hop. Su nombre volvió a ser cambiado a Rhythmic Airplay en la edición del 7 de febrero de 2004 y paso a llamarse simplemente Rhythmic el 12 de julio de 2008.

## Criterios de la lista
Hay cuarenta posiciones en la lista y se basa solamente en los datos obtenidos de estaciones de radio del género, 66 estaciones de radio rítmicas son monitorizadas electrónicamente 24 horas al día, siete días a la semana por Nielsen Broadcast Data Systems. Las canciones se clasifican en función del número de reproducciones que recibieron cada canción durante esa semana.
Las canciones que reciben el mayor crecimiento reciben un "bullet", aunque hay pistas que también reciben "bullets" y la pérdida en detecciones no excede el porcentaje de tiempo de inactividad de una estación monitorizada. Los premios "Airpower" se otorgan a canciones que aparecen por primera vez en el top 20 de la lista de airplay y audiencia, mientras que el premio "greatest gainer" se otorga a canciones con el mayor incremento de detecciones. Una canción con seis o más giros en su primera semana recibe un "airplay add". Si una canción está empatada para la mayoría de los giros en la misma semana, la que tiene el mayor aumento de la semana anterior será más alta, pero si ambas canciones la cantidad exacta de la giros independientemente de la detección, la canción que se está siendo reproducida en más estaciones es posicionada en una posición más alta. Las canciones que caen por debajo de los 15 primeros y el han estado en la lista después de 20 semanas se eliminan y diez de ellas pasan a la lista de recurrentes.

## Registros y logros

### Más semanas en el número uno
15 semanas
- "No Scrubs" - TLC (1999)

14 semanas
- "Twisted" - Keith Sweat (1996)

13 semanas
- "Freak Me" - SilK (1993)
- "You Make Me Wanna..." - Usher (1997-1998)

12 semanas
- "I'll Make Love to You" - Boyz II Men (1994)
- "Fantasy" - Mariah Carey (1995)
- "Lollipop" - Lil Wayne featuring Static Major (2008)

11 semanas
- "Shoop" - Salt-n-Pepa (1993-1994)
- "Dilemma" - Nelly featuring Kelly Rowland (2002)

### Artistas con más canciones en el número uno
- 19 – Drake[4]
- 14 - Rihanna, Usher
- 10 - Lil Wayne
- 9 - Chris Brown, The Weeknd, Beyoncé, Jay-Z
- 8 - 50 Cent, Nelly
- 7 - Mariah Carey, T-Pain, Ne-Yo, Bruno Mars
- 6 - Whitney Houston, Janet Jackson, Kanye West, Ludacris, Eminem
- 5 - Jennifer Lopez, Justin Timberlake, TLC, T.I., Akon, Nicki Minaj, Doja cat